# St.-Josephs-Oratorium

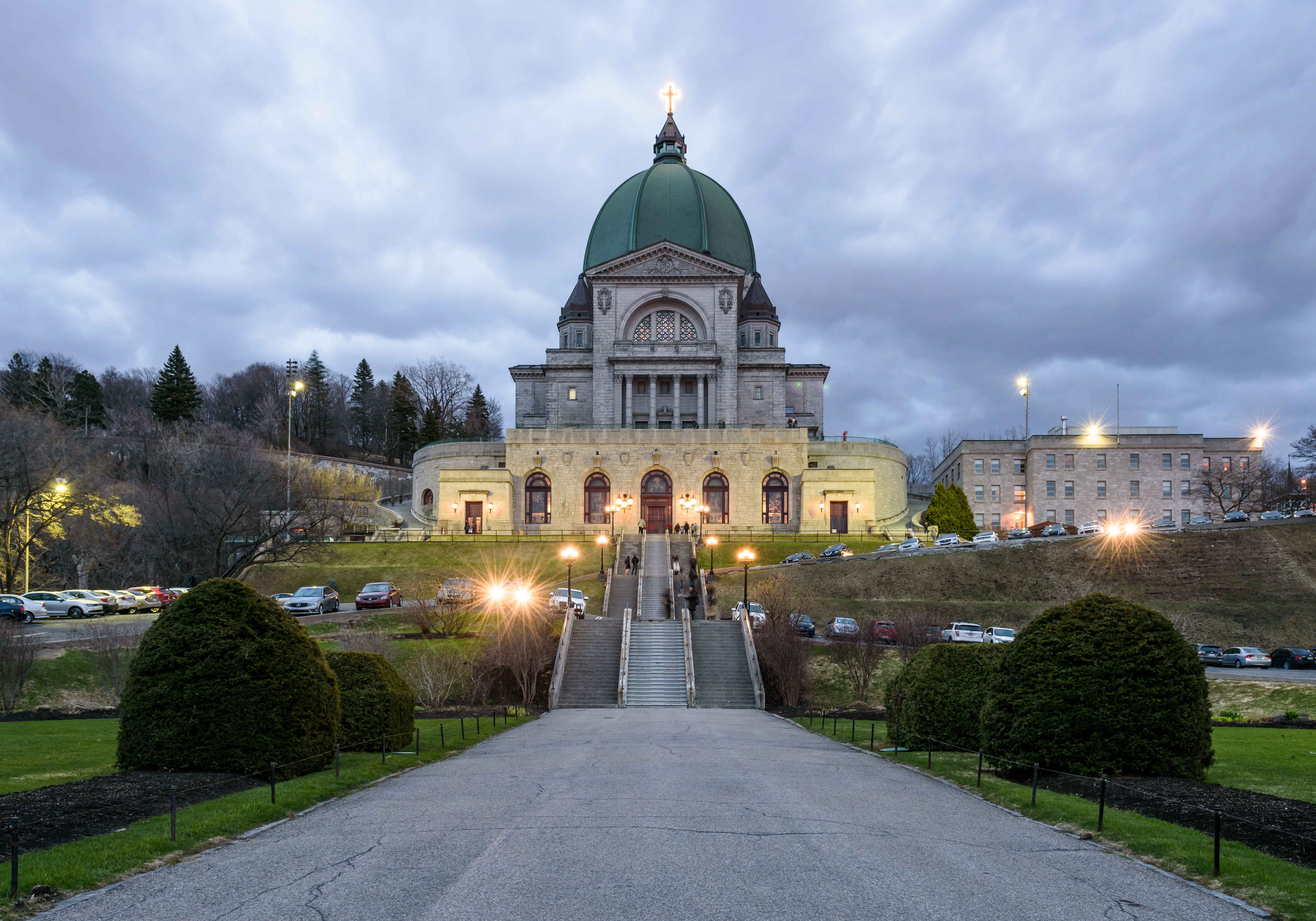
St.-Josephs-Oratorium

Das St.-Josephs-Oratorium (französisch Oratoire Saint-Joseph du Mont-Royal) ist eine römisch-katholische Basilika in der kanadischen Stadt Montreal. Die repräsentative Kuppelkirche liegt an exponierter Stelle südwestlich des Mont Royal und bildet den höchsten Punkt der Stadt. Die Kirche ist dem heiligen Josef geweiht und erhielt 1954 durch Papst Pius XII. den Titel einer Basilica minor verliehen. Sie wird jährlich von über zwei Millionen Menschen besucht und von Pilgern als Wallfahrtskirche genutzt. Ende der 1980er Jahre diente das Oratorium dem Filmdrama Jesus von Montreal als Hauptkulisse.

## Architektur

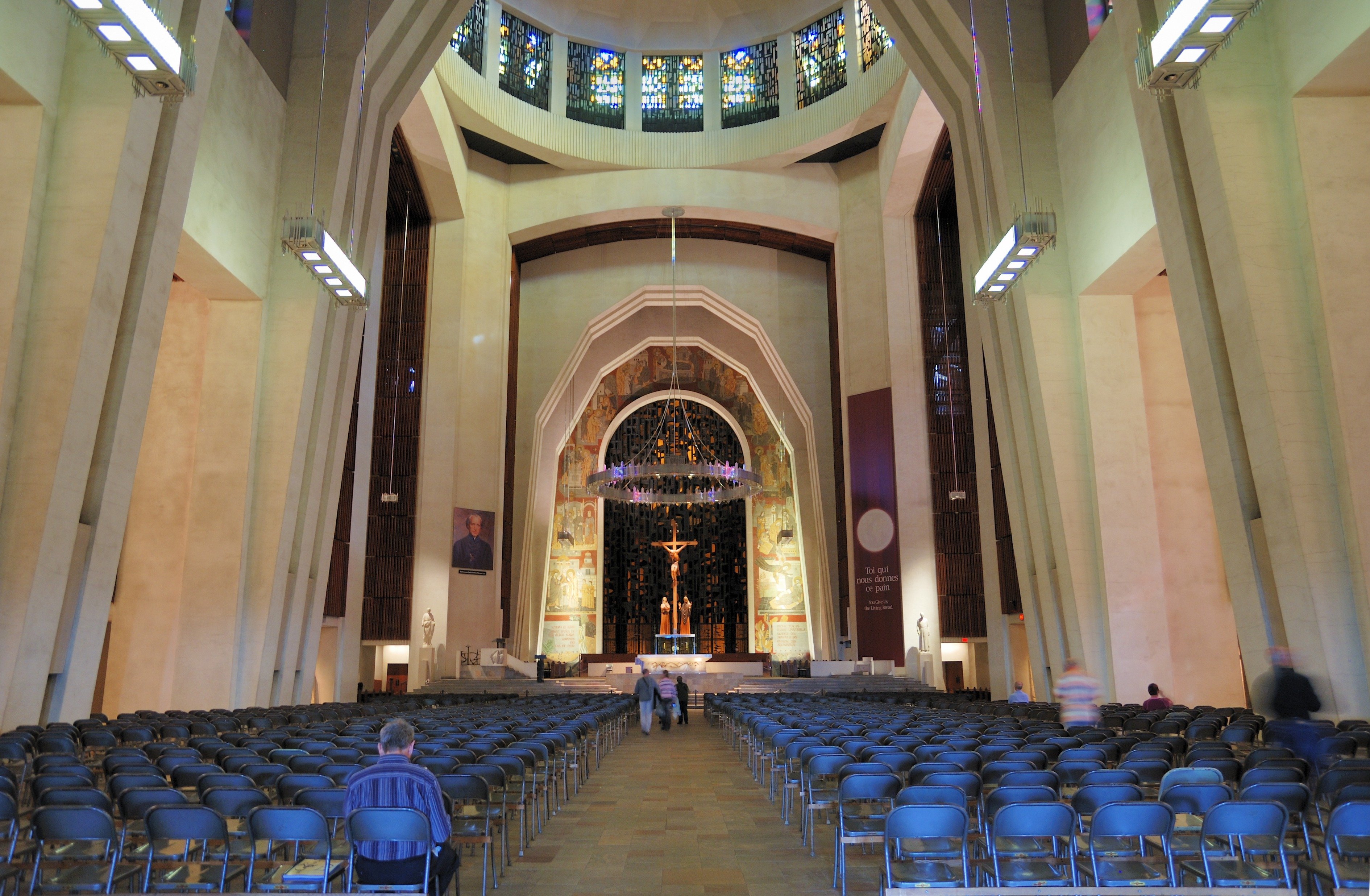
Innenraum

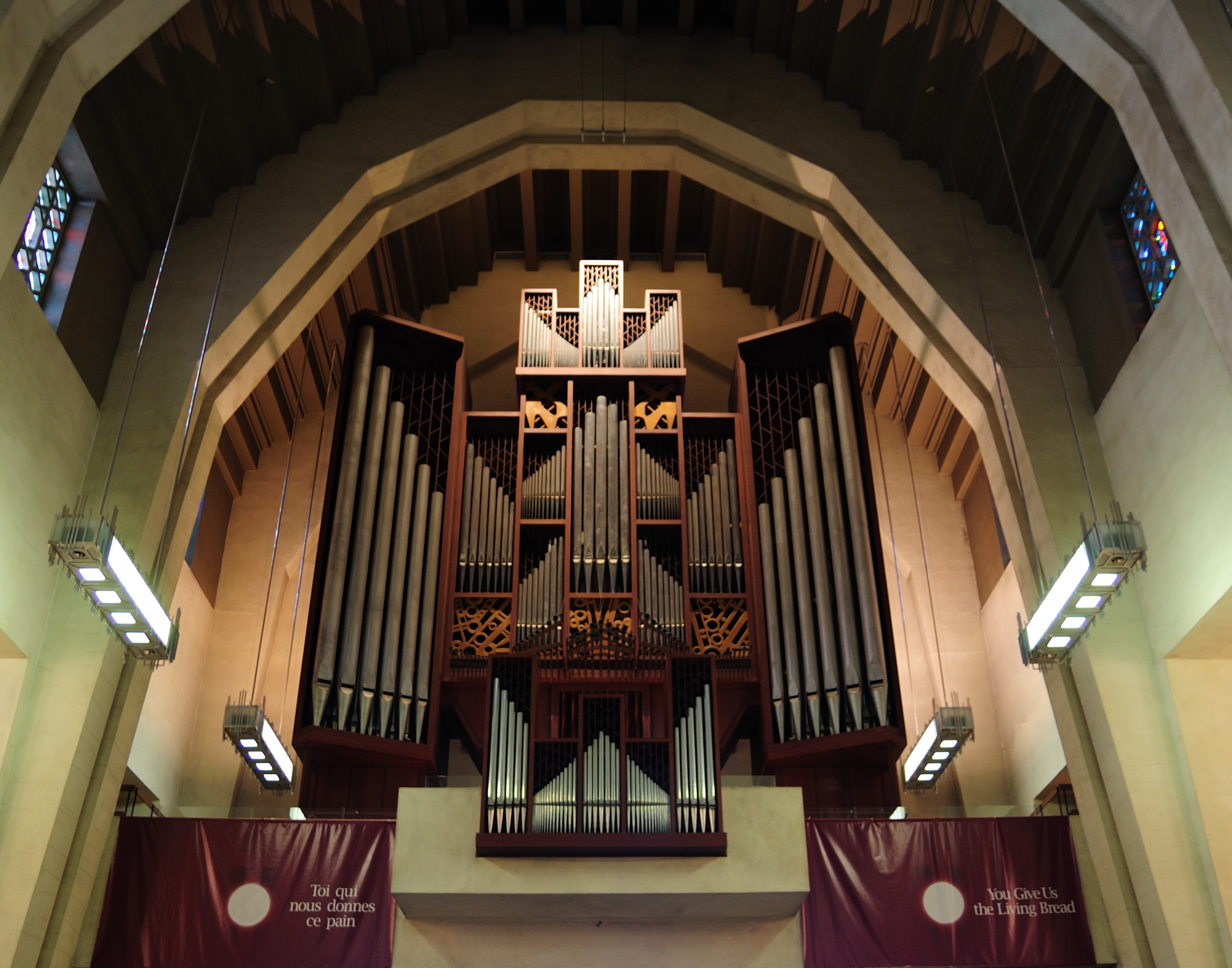
Orgelprospekt mit Rückpositiv

1904 begann der von André Bessette (Bruder André) initiierte Bau einer kleinen Kapelle neben dem Collège Notre-Dame du Sacré-Coeur. Bald waren die beengten Platzverhältnisse den Anforderungen nicht mehr gewachsen, so dass 1917 eine Kirche erbaut wurde, welche 1000 Sitzplätze bot. 1924 wurde der Bau einer Basilika begonnen, der erst 1967 beendet wurde. Bruder André wurde am 23. Mai 1982 selig und am 17. Oktober 2010 heiliggesprochen. Der Sakralbau gehört mit einer Kapazität von 10.000 Menschen, davon 3000 Sitzplätzen zu den größten Kirchen der Welt und ist die größte Kanadas. Die Architekten der Kirche sind Dalbé Viau und Alphonse Venne.
Die Kirche liegt erhöht und ist über eine weite Treppe mit 279 Stufen erreichbar. Sie misst in der Länge 105 Meter, 37 Meter in der Breite und weist eine Gesamthöhe von 129 Meter auf. Die in die Senkrechte gestreckte Kuppel mit achteckigem Grundriss hat einen Innendurchmesser von 26 Meter, der äußere Durchmesser beträgt 39 Meter. Die Kuppelhöhe im Inneren misst vom Boden 60 Meter, bis zur äußeren Kuppel sind es 97 Meter. Als Materialien wurden hauptsächlich Granit und für die Kuppel Kupfer verwendet.

## Orgel
Die Basilika verfügt über zwei Orgeln. In der Krypta befindet sich ein Instrument, das zurückgeht auf eine Orgel, die 1917 von dem Orgelbauer Casavant (St Hyacinthe) erbaut wurde. Das Instrument hatte zunächst 18 Register auf zwei Manualwerken und Pedal und wurde in den 1950er Jahren durch den Orgelbauer Odilon Jacques ausgebaut und um ein drittes Manualwerk (Schwellwerk) erweitert. 2008 wurde das Instrument umfassend restauriert, und dabei auch die Disposition und das Orgelgehäuse erweitert. Die Orgel hat heute 36 Register auf drei Manualen und Pedal. 
Die große Orgel des St.-Josephs-Oratoriums wurde in den Jahren 1958/1959 durch Rudolf von Beckerath Orgelbau in Hamburg gebaut und 1960 in der Basilika installiert. Es hat 78 Register (118 Pfeifenreihen, 5.811 Pfeifen) auf fünf Manualen und Pedal. Die Spiel- und Registertrakturen sind mechanisch. Eine Besonderheit ist das bis zum C ausgebaute 32′-Pedalregister im Prospekt.
| I Positif C–g3 |        |
| Montre         | 8′     |
| Bourdon        | 8′     |
| Prestant       | 4′     |
| Flûte conique  | 4′     |
| Nazard         | 2 ⁄3′  |
| Doublette      | 2′     |
| Gemshorn       | 2′     |
| Tierce         | 1 3⁄5′ |
| Larigot        | 1 ⁄3′  |
| Plein Jeu V    | 1′     |
| Saqueboute     | 16′    |
| Cromorne       | 8′     |
| Chalumeau      | 4′     |
| Tremblant      |        |

| II Grand Orgue C–g3 |       |
| Montre              | 16′   |
| Montre              | 8′    |
| Flûte conique       | 8′    |
| Flûte à cheminée    | 8′    |
| Prestant            | 4′    |
| Cor de nuit         | 4′    |
| Quinte              | 2 ⁄3′ |
| Doublette           | 2′    |
| Fourniture VI       | 2′    |
| Cymbale IV          | 2⁄3′  |
| Trombone            | 16′   |
| Trompette           | 8′    |

| III Bombarde C–g3    |        |
| Bourdon              | 16′    |
| Flûte en montre      | 8′     |
| Prestant             | 4′     |
| Gros Nazard          | 5 1⁄3′ |
| Grosse Tierce        | 3 1⁄5′ |
| Nazard               | 2 ⁄3′  |
| Quarte de Nazard     | 2′     |
| Tierce               | 1 3⁄5′ |
| Grande Fourniture VI | 2 ⁄3′  |
| en chamade           |        |
| Bombarde             | 16′    |
| Trompette            | 8′     |
| Clairon              | 4′     |

| IV Récit expressif C–g3 |       |
| Quintaton               | 16′   |
| Principal               | 8′    |
| Flûte à fuseau          | 8′    |
| Gemshorn                | 8′    |
| Gemshorn céleste        | 8′    |
| Prestant                | 4′    |
| Flûte à bec             | 4′    |
| Nazard                  | 2 ⁄3′ |
| Cor de nuit             | 2′    |
| Piccolo                 | 1′    |
| Plein Jeu V             | 1 ⁄3′ |
| Cymbale III             | 1⁄4′  |
| Cornet VI               | 8′    |
| Cor anglais             | 16′   |
| Hautbois                | 8′    |
| Musette                 | 4′    |
| Tremblant               |       |

| V Echo expressif C–g3 |       |
| Bourdon               | 8′    |
| Quintaton             | 8′    |
| Principal en bois     | 4′    |
| Flûte sylvestre       | 2′    |
| Larigot               | 1 ⁄3′ |
| Sesquialtera II       | 2 ⁄3′ |
| Plein Jeu IV          | 2⁄3′  |
| Ranquette             | 16′   |
| Régale                | 8′    |
| Tremblant             |       |

| Pédale C–g1    |        |
| Montre         | 32′    |
| Montre         | 16′    |
| Flûte          | 16′    |
| Soubasse       | 16′    |
| Montre         | 8′     |
| Flûte creuse   | 8′     |
| Prestant       | 4′     |
| Flûte à fuseau | 4′     |
| Cor de nuit    | 2′     |
| Fourniture IV  | 5 1⁄3′ |
| Plein jeu VI   | 2 ⁄3′  |
| Bombarde       | 32′    |
| Bombarde       | 16′    |
| Basson         | 16′    |
| Trompette      | 8′     |
| Clairon        | 4′     |

- Koppeln: I/II, III/II, IV/II, II/P, III/P

## Galerie

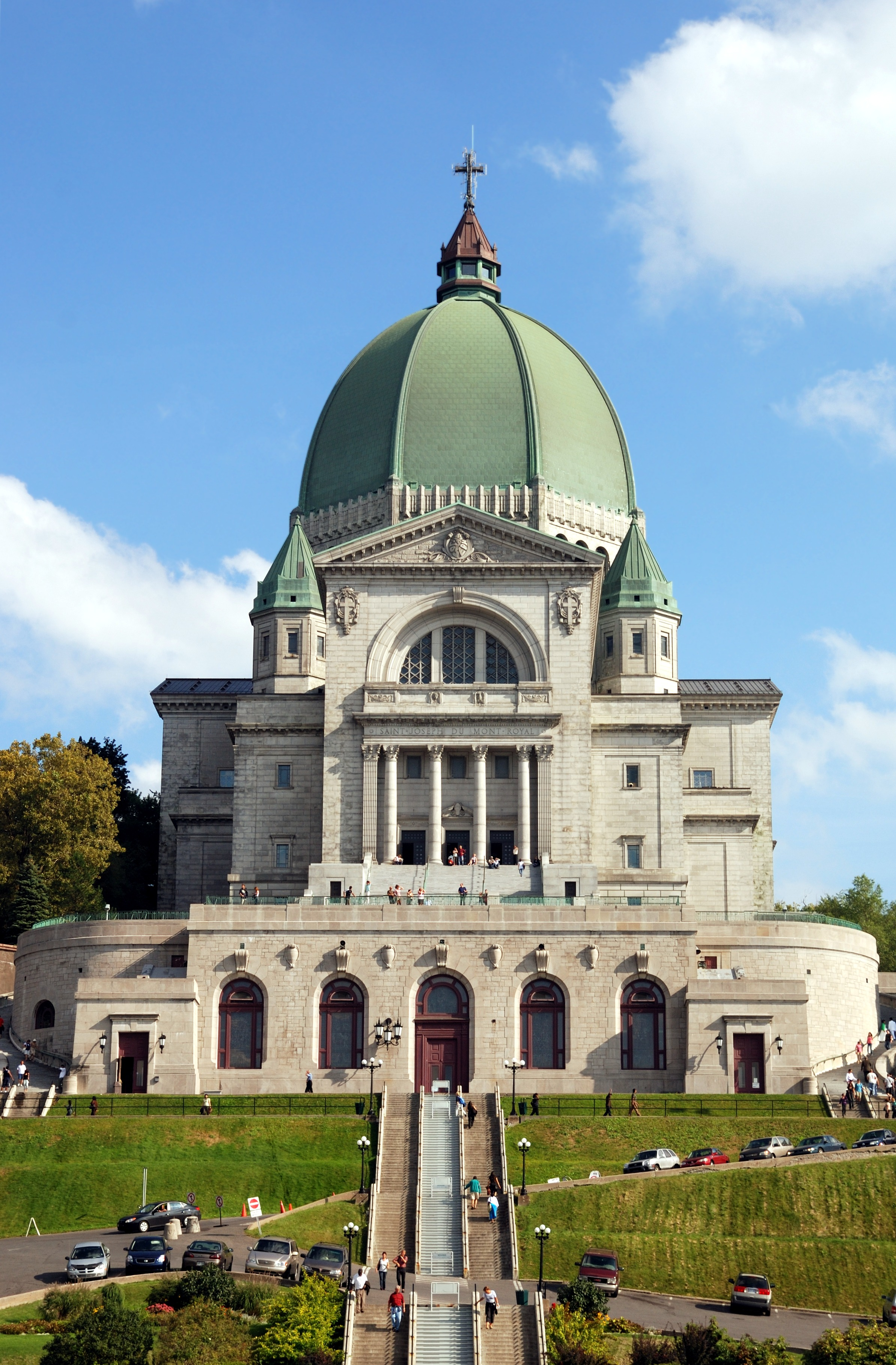
St.-Josephs-Oratorium tagsüber
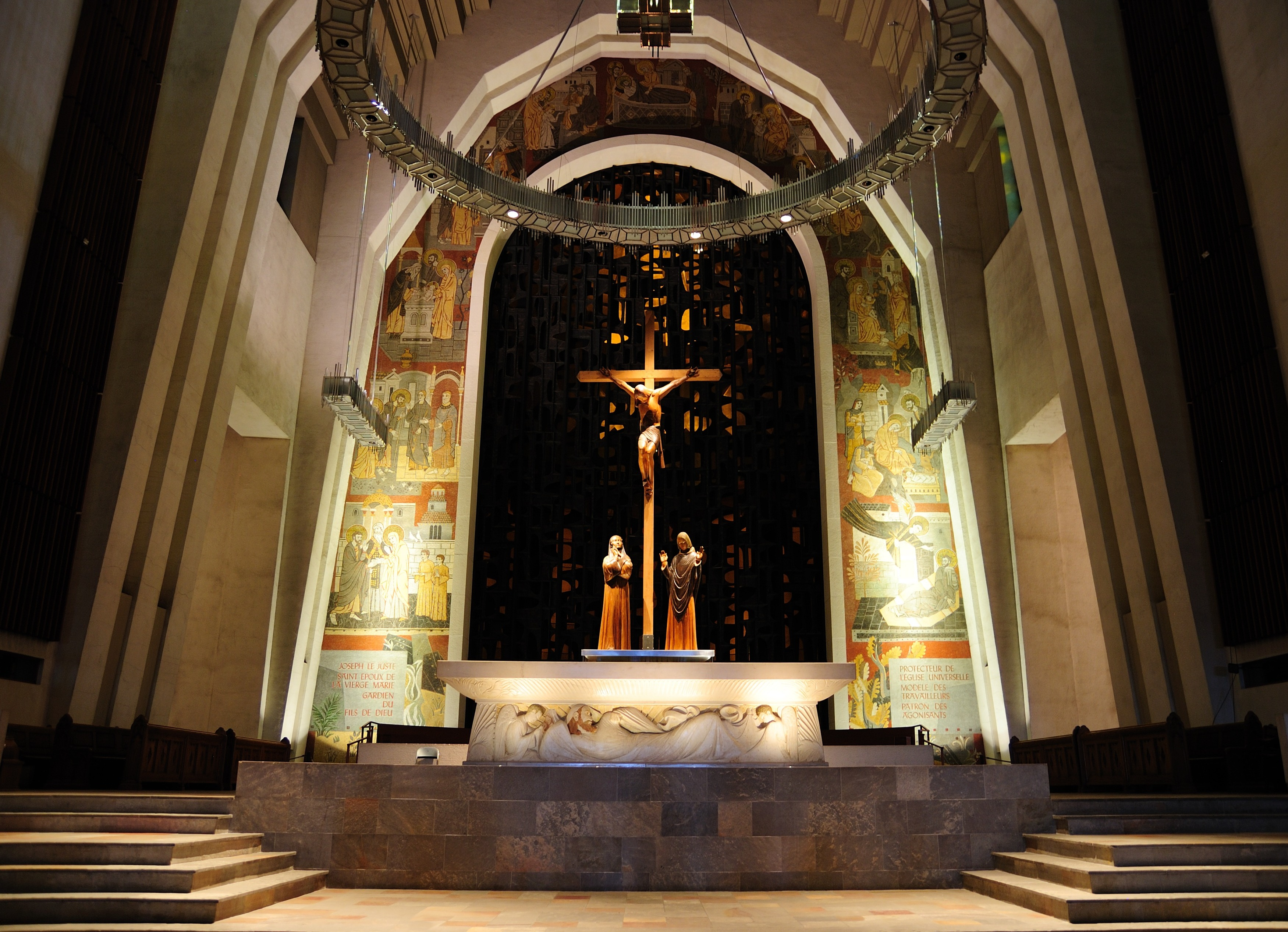
Altar
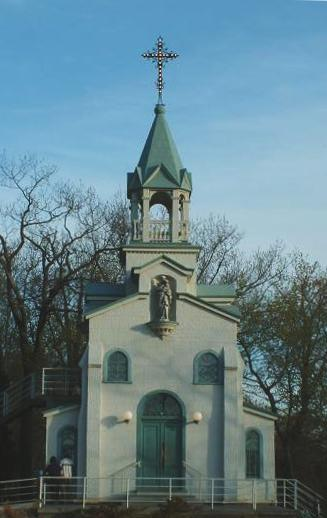
Die ursprünglich gebaute Kapelle von Andrés
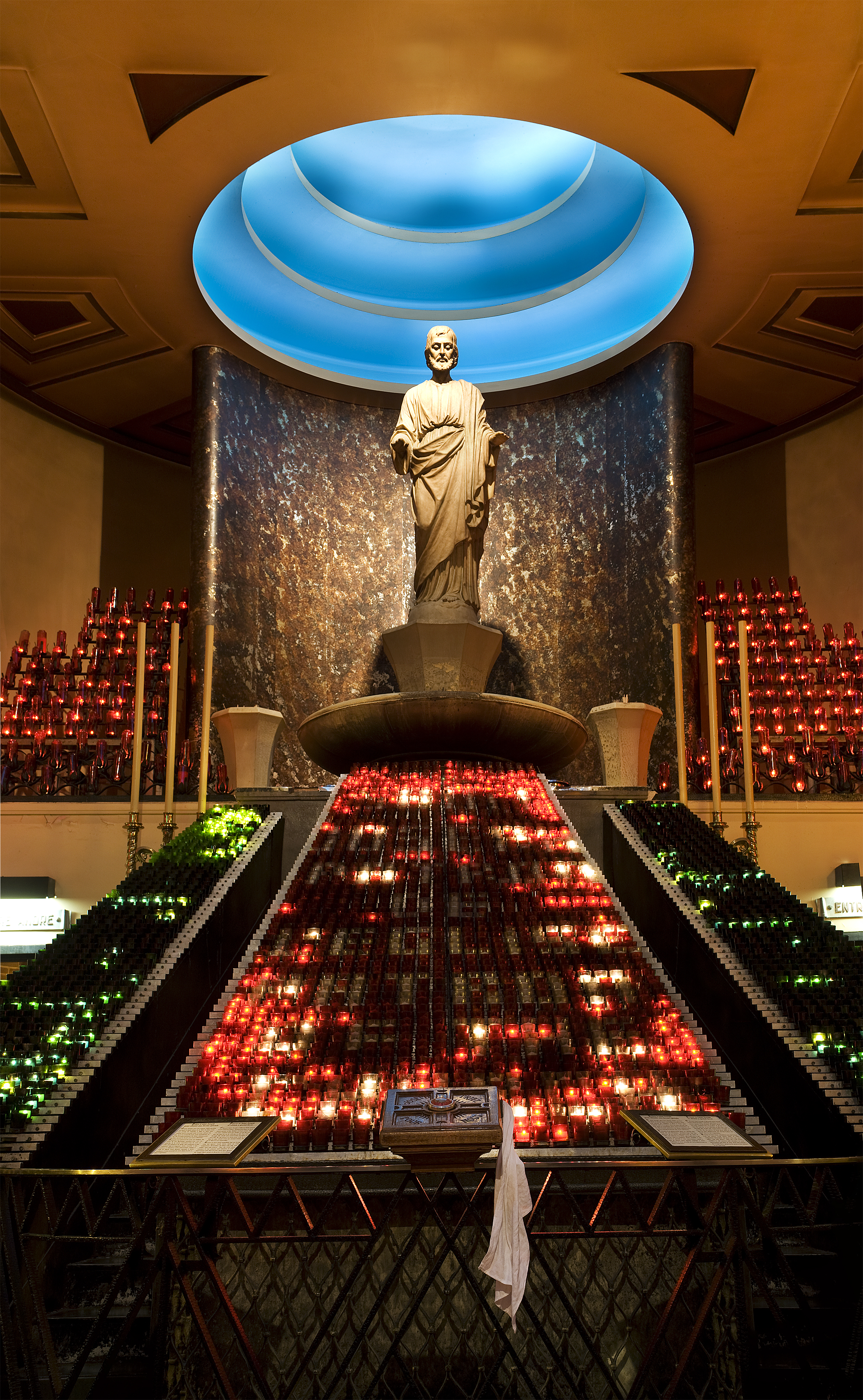
Das Grab des Bruders André
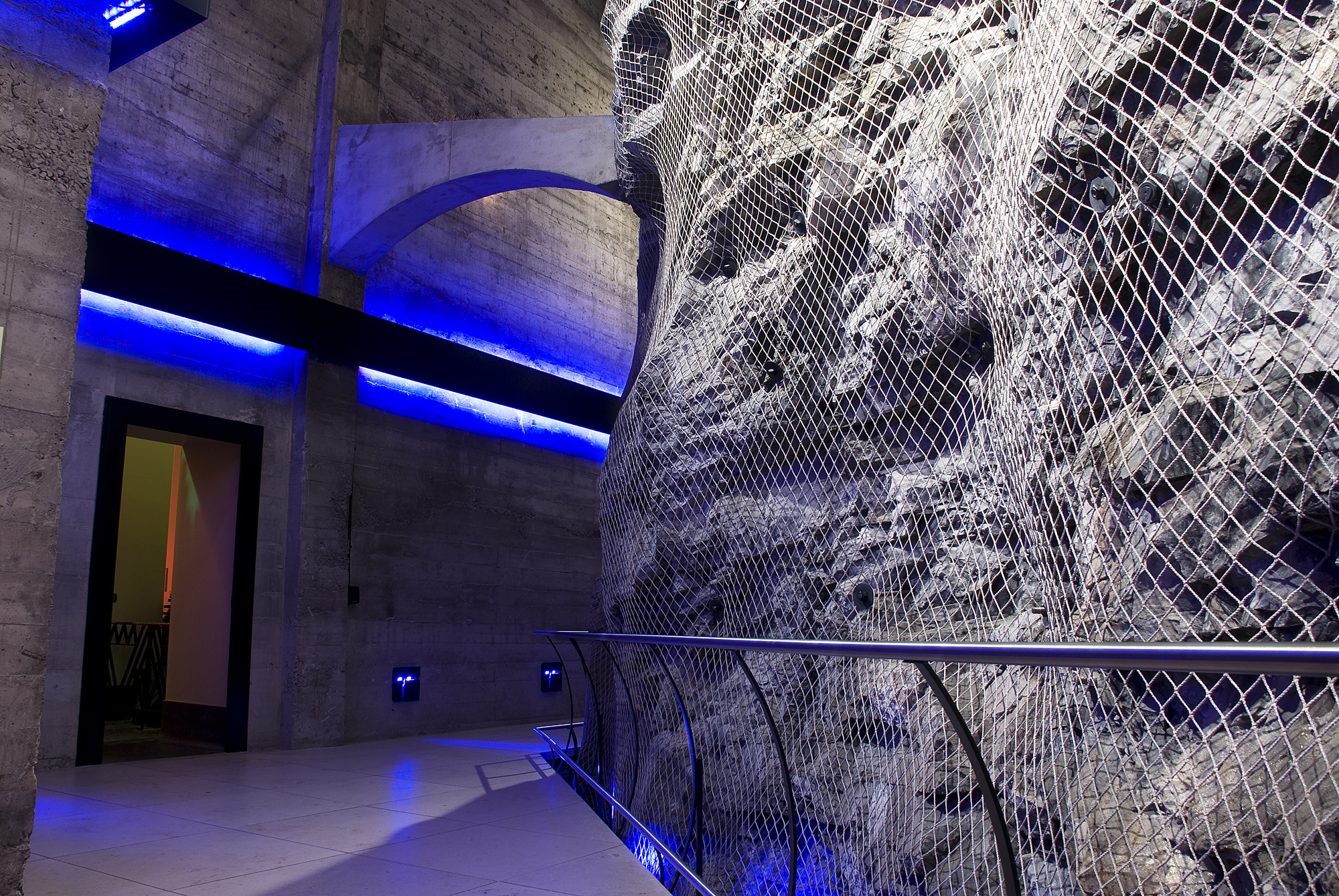
Fahrstuhlraum im Inneren der Kirche